# Парадокс (ТВ филм)
„Парадокс” је југословенски ТВ филм из 1965. године. Режирао га је Едуард Галић а сценарио је написао Чедо Прица.

## Улоге
| Глумац            | Улога |
| ----------------- | ----- |
| Павле Богдановић  |       |
| Хелена Буљан      |       |
| Миа Оремовић      |       |
| Фабијан Шоваговић |       |
| Иван Шубић        |       |